# 1847 en musique
| \| • Retour à la chronologie générale de la musique populaire • \| |
| XXIe siècle • XXe siècle • XIXe siècle • XVIIIe siècle XVIIe siècle • XVIe siècle • XVe siècle • XIVe siècle XIIIe siècle • XIIe siècle • XIe siècle • Xe siècle IXe siècle • VIIIe siècle • Haut Moyen Âge • Rome • Grèce |
| • Retour à la chronologie générale de la musique populaire • |

| • Retour à la chronologie générale de la musique populaire • |

| Années de la musique populaire : 1844 - 1845 - 1846 - 1847 - 1848 - 1849 - 1850    |
| Décennies de la musique populaire : 1810 - 1820 - 1830 - 1840 - 1850 - 1860 - 1870 |

## Événements
- mars : le parolier Ernest Bourget, le compositeur et goguettier Paul Henrion et le compositeur Victor Parizot refusent de payer leurs consommations au Café des Ambassadeurs à Paris, estimant qu'ils ne doivent rien puisque le propriétaire de l'établissement y fait jouer leurs chansons sans les rétribuer en retour[1] ; poursuivis en justice, les trois auteurs gagnent le procès. L'incident conduit à la création de la SACEM en 1851.
- 11 septembre : création de la chanson de minstrel show Oh! Susanna par un quintette au Andrews' Eagle Ice Cream Saloon de Pittsburgh en Pennsylvanie[2].
- Pierre-Jean de Béranger, chanson L’Orphéon[3].
- Matilin an Dall et Jean La Chapelle, sonneurs de bombarde bretons, participent à une pièce de théâtre de Frédéric Soulié, La Closerie des Genêts (mélodrame, qui a pour cadre la Bretagne) au théâtre de l'Ambigu-Comique à Paris.
- Abide with Me, hymne chrétienne écrite par l'anglican écossais Henry Francis Lyte ; elle est plus souvent chantée sur la musique d'Eventide composé par William Henry Monk en 1861.

## Publications
- Louis Adolphe le Doulcet, comte de Pontécoulant, La musique chez le peuple ou L'Opéra-national : son passé et son avenir sur le boulevard du Temple, Paris, 1847[4].

## Naissances
- 1er janvier : Lucien Delormel, pseudonyme Grim, parolier, compositeur et auteur de chansons français, mort en 1899.
- 15 mars : Mirza Faradj Rzayev, joueur de tar, un des représentants de l’école de mugham en Azerbaïdjan, mort en 1927.
- 17 octobre : Chiquinha Gonzaga, compositrice brésilienne, pianiste de choro, première femme chef d'orchestre du Brésil, morte en 1935.

## Décès
- 1er novembre : Cyrill Demian, facteur d'orgues et de pianos autrichien d'origine arménienne, le premier à déposer un brevet de l'accordéon, né en 1772.